# Plesiogulo
Plesiogulo è un genere estinto di mammiferi carnivori, appartenente ai mustelidi. Visse tra il Miocene medio e il Pliocene inferiore (circa 15 - 5 milioni di anni fa) e i suoi resti fossili sono stati ritrovati in Asia, Nordamerica, Europa e Africa.

## Descrizione
Questo animale è noto per varie specie, molto differenti per quanto riguarda le dimensioni. Alcune specie infatti erano ben più piccole di un tasso (ad esempio P. praecocidens), mentre altre erano grandi almeno quanto un ghiottone odierno (ad esempio P. botori). In ogni caso, le specie del genere Plesiogulo dovevano essere tutte piuttosto simili come aspetto al ghiottone (Gulo gulo), anche se se ne differenziavano per alcuni dettagli: nel genere estinto, i denti carnassiali inferiori erano ancora provvisti di metaconide, mentre il primo premolare superiore era più allargato nella sua parte interna.

## Classificazione
I primi fossili di questo animale vennero ritrovati in terreni del Miocene superiore o del Pliocene inferiore della Cina, e vennero descritti da Schlosser nel 1903 come Lutra brachygnathus. Altri fossili vennero descritti da Otto Zdansky nel 1924 e attribuiti alla stessa specie; lo studioso indicò un nuovo genere, Plesiogulo, per accogliere questa specie. Al genere Plesiogulo sono riferite numerose specie, alcune piccole (come P. crassa, P. praecocidens, P. marshalli) e altre di taglia maggiore (come P. lindsayi, P. monspessulanus, P. botori). Plesiogulo è un genere di mustelidi dall'ampia distribuzione geostratigrafica, e a volte è stato considerato il diretto antenato del genere Gulo (comprendente il ghiottone attuale), anche se la maggior parte degli studi più recenti indicherebbe solo una lontana parentela tra i due generi (Samuels et al., 2018).

## Paleobiologia
Il differente tipo di dentatura di Plesiogulo rispetto a Gulo, ovvero la presenza di molari più larghi, indicherebbe che il genere estinto aveva una dieta diversa, forse meno carnivora.